# Bowenia spectabilis
Bowenia spectabilis är en kärlväxtart som beskrevs av William Jackson Hooker och Joseph Dalton Hooker. Bowenia spectabilis ingår i släktet Bowenia och familjen Stangeriaceae. IUCN kategoriserar arten globalt som livskraftig. Inga underarter finns listade i Catalogue of Life.

## Bildgalleri

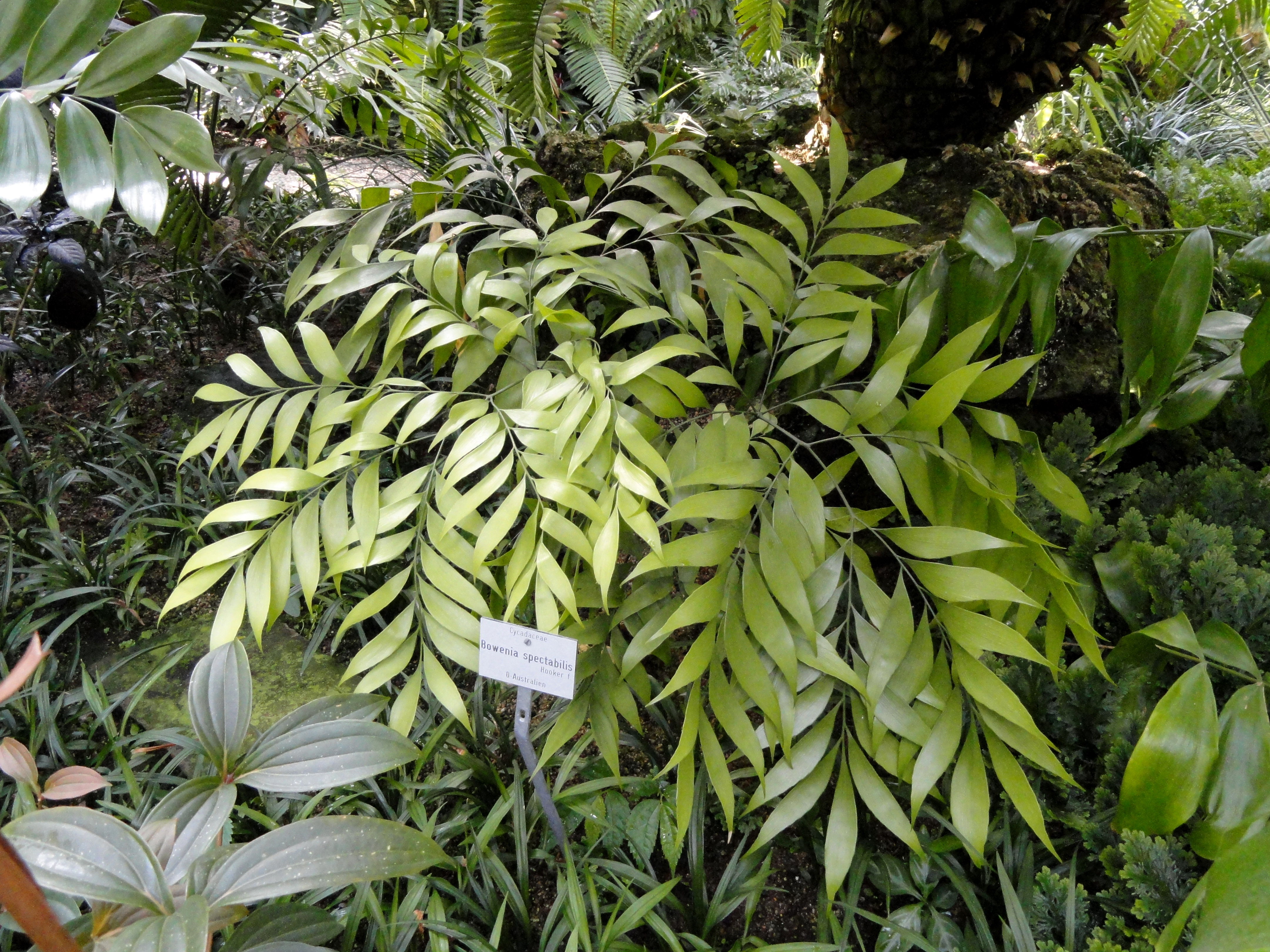
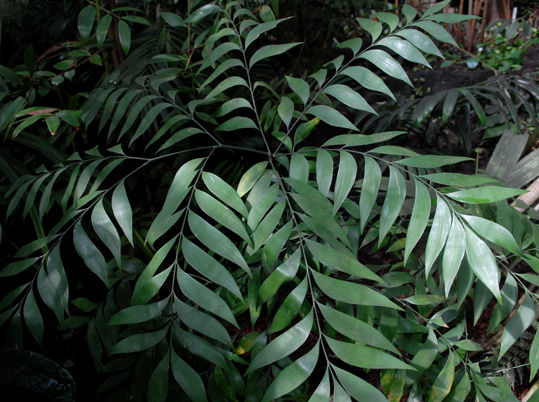